# Parapercis
Parapercis là một loài cá lú, 

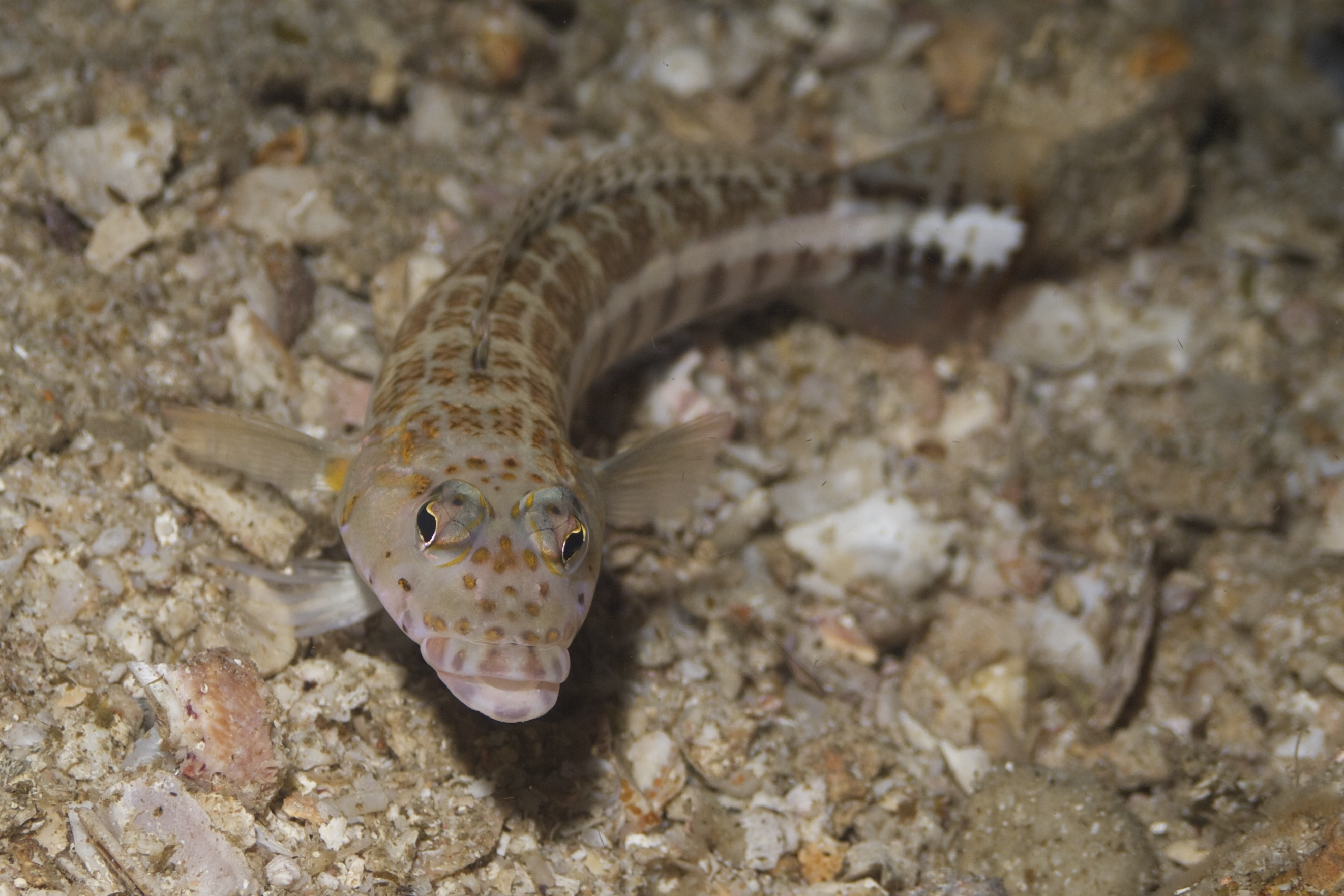
Loài chưa xác định.

phân bố chủ yếu ở các vùng biển của Thái Bình Dương và Ấn Độ Dương, với một vài loài ở Đại Tây Dương..

## Loài
Có 75 loài trong chi:
- Parapercis albipinna Randall, 2008
- Parapercis albiventer Ho, Heemstra y Imamura, 2014
- Parapercis alboguttata (Günther, 1872)
- Parapercis allporti (Günther, 1876)
- Parapercis atlantica (Vaillant, 1887)
- Parapercis aurantiaca Döderlein, 1884
- Parapercis australis Randall, 2003
- Parapercis banoni Randall y Yamakawa, 2006
- Parapercis basimaculata Randall, Senou y Yoshino, 2008
- Parapercis bicoloripes Prokofiev, 2010
- Parapercis bimacula Allen y Erdmann, 2012
- Parapercis binivirgata (Waite, 1904)
- Parapercis biordinis Allen, 1976
- Parapercis clathrata Ogilby, 1910
- Parapercis colemani Randall y Francis, 1993
- Parapercis colias (Forster, 1801)
- Parapercis compressa Randall, 2008
- Parapercis cylindrica (Bloch, 1792)
- Parapercis decemfasciata (Franz, 1910)
- Parapercis diagonalis Randall, 2008
- Parapercis diplospilus Gomon, 1981
- Parapercis dockinsi McCosker, 1971
- Parapercis filamentosa (Steindachner, 1878)
- Parapercis flavescens Fourmanoir y Rivaton, 1979
- Parapercis flavolabiata Johnson, 2006
- Parapercis flavolineata Randall, 2008
- Parapercis fuscolineata Fourmanoir, 1985
- Parapercis gilliesii (Hutton, 1879)
- Parapercis haackei (Steindachner, 1884)
- Parapercis hexophtalma (Cuvier, 1829)
- Parapercis kamoharai Schultz, 1966
- Parapercis katoi Randall, Senou y Yoshino, 2008
- Parapercis kentingensis Ho, Chang y Shao, 2012
- Parapercis lata Randall y McCosker, 2002
- Parapercis lineopunctata Randall, 2003
- Parapercis lutevittata Liao, Cheng y Shao, 2011
- Parapercis macrophthalma (Pietschmann, 1911)
- Parapercis maculata (Bloch y Schneider, 1801)
- Parapercis maramara Sparks y Baldwin, 2012
- Parapercis maritzi Anderson, 1992
- Parapercis millepunctata (Günther, 1860)
- Parapercis multifasciata Döderlein, 1884
- Parapercis multiplicata Randall, 1984
- Parapercis muronis (Tanaka, 1918)
- Parapercis natator Randall, Senou y Yoshino, 2008
- Parapercis nebulosa (Quoy y Gaimard, 1825)
- Parapercis okamurai Kamohara, 1960
- Parapercis ommatura Jordan y Snyder, 1902
- Parapercis pacifica Imamura y Yoshino, 2007
- Parapercis phenax Randall y Yamakawa, 2006
- Parapercis pulchella (Temminck y Schlegel, 1843)
- Parapercis punctata (Cuvier, 1829)
- Parapercis punctulata (Cuvier, 1829)
- Parapercis queenslandica Imamura y Yoshino, 2007
- Parapercis ramsayi (Steindachner, 1883)
- Parapercis randalli Ho y Shao, 2010
- Parapercis robinsoni Fowler, 1929
- Parapercis roseoviridis (Gilbert, 1905)
- Parapercis rubromaculata Ho, Chang y Shao, 2012
- Parapercis rufa Randall, 2001
- Parapercis sagma Allen y Erdmann, 2012
- Parapercis schauinslandii (Steindachner, 1900)
- Parapercis sexfasciata (Temminck y Schlegel, 1843)
- Parapercis sexlorata Johnson, 2006
- Parapercis shaoi Randall, 2008
- Parapercis signata Randall, 1984
- Parapercis simulata Schultz, 1968
- Parapercis snyderi Jordan y Starks, 1905
- Parapercis somaliensis Schultz, 1968
- Parapercis stricticeps (De Vis, 1884)
- Parapercis striolata (Weber, 1913)
- Parapercis tetracantha (Lacepède, 1801)
- Parapercis vittafrons Randall, 2008
- Parapercis xanthogramma Imamura y Yoshino, 2007
- Parapercis xanthozona (Bleeker, 1849)